# Phaonia univittata
Phaonia univittata este o specie de muște din genul Phaonia, familia Muscidae, descrisă de Couri, Pont și Penny în anul 2006.
Este endemică în Madagascar. Conform Catalogue of Life specia Phaonia univittata nu are subspecii cunoscute.